# Совет конфедерации Кавказа
Совет конфедерации Кавказа (СКК) — общекавказское правительство в изгнании, сформированное в 1935 году членами Комитета независимости Кавказа в Брюсселе.

## Создание
В 1926 году в Стамбуле членами различных кавказских полит-эмигрантских организаций был учреждён «Комитет независимости Кавказа», куда вошли представители республик Азербайджана, Грузии и Северного Кавказа. Армянские эмигранты отказались от вступления из-за резкой антитурецкой позиции.
14-16 января и 23 февраля 1935 года в Брюсселе прошла конференция по реформированию кавказского центрального органа в движении «Прометей». Было решено упразднить КНК и создать Совет конфедерации Кавказа, который представлял из себя общекавказское правительство в изгнании. Причина ликвидации КНК и создания СКК заключалась в желании создать более централизованную структуру, так как в прежней организации решения принимались национальными центрами республик. После его создания только СКК имел право вести дипломатическую, пропагандистскую и разведывательную деятельность.

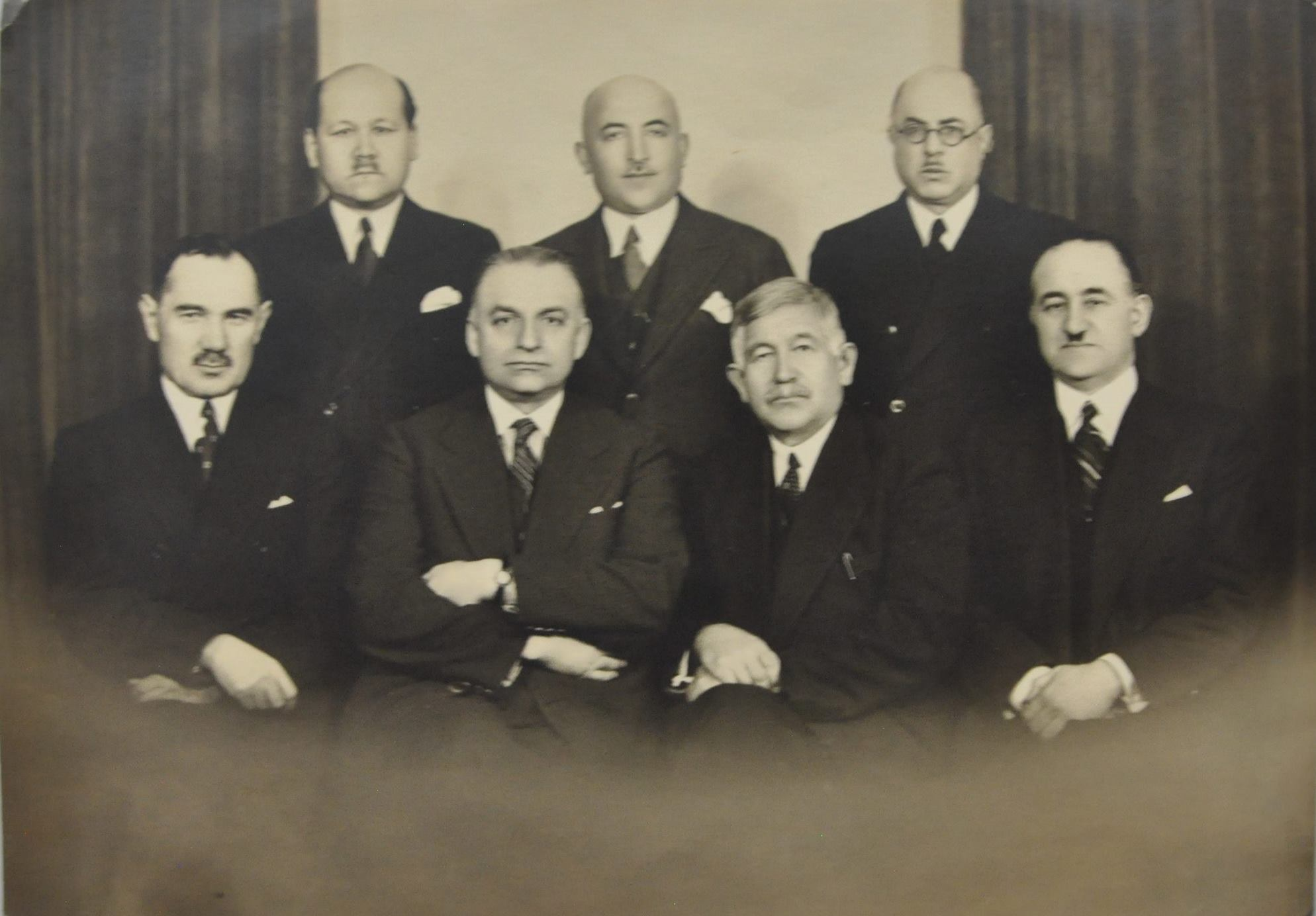
Лидеры политэмиграции тюркских и кавказских народов в Польше
Сидят (слева): Магомет Гирей Сунш, Джафер Сейдамет Кырымер, Гаяз Исхаки, Мамед Эмин Расулзаде
Стоят (слева): Мустафа Шокай, Мустафа Векилли, Таусултан Шакман

В Президиум Совета, являвшимся главным исполнительным и руководящим органом, были включены по одному представителю от трёх республик.  Туда были включены М. Э. Расулзаде (Азербайджан), Н. Н. Жордания (Грузия) и М. М. Сунш (Северный Кавказ).

Совет высказал свою позицию о положении народов в СССР:
«Смена Советского государства составляет вопрос жизни и смерти для нерусских народов, живущих в Российской империи и борющихся за своё освобождение. Эти порабощённые и заключённые нации не несут традиций угнетателей, не склоняются к их политике, эти нации, не несущие никаких империалистических и реакционных идеологий, являются самыми естественными лидерами протеста, свободы и революции. Всякое национальное движение есть движение народное по своей природе, и его победа означает победу народного господства. Национальные идеалы порабощённых наций — это идеал, олицетворяющий собой прогресс, демократию, международное единство и даже общую свободу. В Советском Союзе этот национальный идеал является единственной силой, которая конституирует все недовольные элементы и перестраивает свою карту на основе народной воли».
Официальный статут Совета был утверждён 20 июля 1935. В него вошли 12 делегатов от национальных центров, по четыре от каждого, сроком на два года.

## Деятельность
Для пропаганды было организованно пресс-бюро для издания бюллетеней на тему освободительной борьбы кавказских народов.
В 1938 году в новый состав секции СКК от Северного Кавказа был включён бывший белый генерал Бичерахов, который запомнился преступлениями против жителей Баку и борьбой с турецко-азербайджанскими войсками в ходе Гражданской войны. Подобное решение северокавказского представителя Саида Шамиля вызвало конфликт в Совете. Расулзаде выступил с категорическим протестом против этого. События, возможно, не получили продолжения, так как уже в 1939 году началась Вторая мировая война.
К началу 1940 года переговоры о присоединении армянской стороны к Конфедерации подошли к завершающей стадии. 5 марта переговорщикам был передан «проект Роберта». Проект состоял из тезисов, на основе них союзные страны желали сотрудничать с кавказскими деятелями.
К маю 1940 года в Стамбуле был оформлен филиал СКК.
Армяне вошли в СКК 28 мая. Новый пакт почти всецело повторял Брюссельский Пакт КНН, его также согласовали с турецким правительством.
Границы Конфедерации были обозначены: на севера ими служили русла рек Кубань и Кума, а на юге уже существующие границы Армянской, Азербайджанской и Грузинской ССР.
В 1940 году СКК фактически распался, так как его члены из-за войны разъехались по различным странам.